# ساوت‌همپتون میدیوز (ویرجینیا)
ساوت‌همپتون میدیوز (به انگلیسی: Southampton Meadows) یک منطقهٔ مسکونی در ایالات متحده آمریکا است که در شهرستان ساوت‌همپتون، ویرجینیا واقع شده‌است. ساوت‌همپتون میدیوز ۵۹۲ نفر جمعیت دارد.